# Волейбол на Островных играх
Соревнования по волейболу на Островных играх появились уже в первом их розыгрыше и с тех пор включались в программу каждых последующих Игр. Во всех турнирах (кроме мужского в 2013 году, проведённого по круговой системе) сначала команды соревновались в групповом турнире, а затем выявляли призёров в плей-офф.

## Победители турнира

### Мужчины
| Игры | Золото            | Серебро            | Финал | Бронза             | 4-е место          | за 3-е место |
| ---- | ----------------- | ------------------ | ----- | ------------------ | ------------------ | ------------ |
| 1985 | Аландские острова | Исландия           | 3:0   | Фарерские острова  | Англси             | 2:0          |
| 1987 | Аландские острова | Фарерские острова  | 3:0   | Гибралтар          | Гернси             | 2:0          |
| 1989 | Фарерские острова | Гернси             | 3:1   | Исландия           | Аландские острова  | 3:0          |
| 1991 | Сааремаа          | Аландские острова  | 3:2   | Фарерские острова  | Гернси             | 3:0          |
| 1993 | Аландские острова | Сааремаа           | 3:0   | Фарерские острова  | Гренландия         | 3:0          |
| 1995 | Аландские острова | Сааремаа           | 3:1   | Фарерские острова  | Джерси             | 3:0          |
| 1997 | Аландские острова | Сааремаа           | 3:0   | Готланд            | Гернси             | 3:0          |
| 1999 | Аландские острова | Сааремаа           | 3:2   | Фарерские острова  | Готланд            | 3:1          |
| 2001 | Аландские острова | Готланд            | 3:0   | Сааремаа           | Фарерские острова  | 3:0          |
| 2003 | Сааремаа          | Фарерские острова  | 3:2   | Аландские острова  | Бермудские острова | 3:1          |
| 2005 | Сааремаа          | Бермудские острова | 3:2   | Фарерские острова  | Аландские острова  | 3:0          |
| 2007 | Сааремаа          | Фарерские острова  | 3:1   | Родос              | Аландские острова  | 3:0          |
| 2009 | Сааремаа          | Аландские острова  | 3:2   | Гренландия         | Готланд            | 3:2          |
| 2011 | Сааремаа          | Фарерские острова  | 3:0   | Аландские острова  | Каймановы острова  | 3:1          |
| 2013 | Сааремаа          | Аландские острова  |       | Бермудские острова | Фарерские острова  |              |
| 2015 | Сааремаа          | Фарерские острова  | 3:0   | Аландские острова  | Бермудские острова | 3:0          |

### Женщины
| Игры | Золото            | Серебро           | Финал | Бронза            | 4-е место          | за 3-е место |
| ---- | ----------------- | ----------------- | ----- | ----------------- | ------------------ | ------------ |
| 1985 | Аландские острова | Фарерские острова | 3:0   | Исландия          | Англси             | 2:0          |
| 1987 | Фарерские острова | Гернси            | 3:0   | Аландские острова | Гибралтар          | 2:0          |
| 1989 | Исландия          | Фарерские острова | 3:2   | Аландские острова | Гернси             | 3:2          |
| 1991 | Сааремаа          | Аландские острова | 3:0   | Фарерские острова | Гернси             | 3:0          |
| 1993 | Сааремаа          | Аландские острова | 3:0   | Фарерские острова | Гернси             | 3:1          |
| 1995 | Сааремаа          | Фарерские острова | 3:0   | Аландские острова | Гернси             | 3:0          |
| 1997 | Сааремаа          | Аландские острова | 3:0   | Фарерские острова | Гернси             | ?            |
| 1999 | Фарерские острова | Аландские острова | 3:0   | Сааремаа          | Гернси             | 3:0          |
| 2001 | Фарерские острова | Сааремаа          | 3:2   | Гернси            | Гибралтар          | 3:2          |
| 2003 | Фарерские острова | Сааремаа          | 3:2   | Гренландия        | Аландские острова  | 3:2          |
| 2005 | Фарерские острова | Сааремаа          | 3:2   | Аландские острова | Джерси             | 3:1          |
| 2007 | Каймановы острова | Готланд           | 2:1   | Родос             | Менорка            | 2:0          |
| 2009 | Фарерские острова | Сааремаа          | 3:2   | Менорка           | Бермудские острова | 3:1          |
| 2011 | Сааремаа          | Фарерские острова | 3:2   | Менорка           | Аландские острова  | 3:0          |
| 2013 | Фарерские острова | Сааремаа          | 3:2   | Гренландия        | Бермудские острова | 3:0          |
| 2015 | Сааремаа          | Фарерские острова | 3:1   | Менорка           | Аландские острова  | 3:1          |

## Титулы

### Мужчины
| №  | Страна             | Золото | Серебро | Бронза |
| 1  | Сааремаа           | 8      | 4       | 1      |
| 2  | Аландские острова  | 7      | 3       | 3      |
| 3  | Фарерские острова  | 1      | 5       | 6      |
| 4  | Готланд            |        | 1       | 1      |
| 5  | Исландия           |        | 1       | 1      |
| 6  | Бермудские острова |        | 1       | 1      |
| 7  | Гернси             |        | 1       |        |
| 8  | Гибралтар          |        |         | 1      |
| 9  | Гренландия         |        |         | 1      |
| 10 | Родос              |        |         | 1      |

### Женщины
| №  | Страна            | Золото | Серебро | Бронза |
| 1  | Фарерские острова | 7      | 5       | 3      |
| 2  | Сааремаа          | 6      | 5       | 1      |
| 3  | Аландские острова | 1      | 4       | 4      |
| 4  | Исландия          | 1      |         | 1      |
| 5  | Каймановы острова | 1      |         |        |
| 6  | Гернси            |        | 1       | 1      |
| 7  | Готланд           |        | 1       |        |
| 8  | Менорка           |        |         | 3      |
| 9  | Гренландия        |        |         | 2      |
| 10 | Родос             |        |         | 1      |